# Lex iniusta non est lex
Lex iniusta non est lex (укр.: Несправедливий закон — це взагалі не закон) — це стандартна юридична максима.
Першим цей принцип застосував Блаженний Августин, потім його використовував святий Тома Аквінський, а згодом — Мартін Лютер Кінґ-молодший, який цитував його під час руху за громадянські права для опису расової сегрегації та дискримінації афроамериканців.
Ця думка тісно пов'язана з думками теоретиків природного права, а саме Джона Фінніса та Лона Фуллера.